# ملعب القذافي
ملعب القذافي (بالأوردو: قذافی اسٹیڈیم) وهو أرضية ملعب كريكيت في لاهور، باكستان. تم تصميمه من قبل المهندس المعماري والمهندس نصر الدين مراد خان، الذي صمم أيضا منبر لاهور الإلكتروني والتي شيدت من قبل ميان عبد الخالق وشركائه في عام 1959. وقد تم تجديد الميدان للمشاركة في كأس العالم للكريكيت في 1996. وهو أيضا أكبر ملعب للكريكيت في باكستان بسعة 60.000 متفرج. واستضاف في عام 1990 نهائي كأس العالم للهوكي، حيث فاز الفريق المضيف 3-1 امام هولندا.
تم تسميته تكريماً للعقيد معمر القذافي، بعد خطاب ٱلقاه في الأمم المتحدة سنة 1975 يدافع فيه عن حق باكستان في اكتساب السلاح النووي.[بحاجة لمصدر]